# 2023-as Formula–1 kanadai nagydíj
A kanadai nagydíj a 2023-as Formula–1 világbajnokság nyolcadik futama volt, amelyet 2023. június 16. és június 18. között rendeztek meg a Circuit Gilles Villeneuve versenypályán, Montréalban.

## Választható keverékek
| Abroncs              | Friss | Használt |
| -------------------- | ----- | -------- |
| Kemény keverék (C3)  |       |          |
| Közepes keverék (C4) |       |          |
| Lágy keverék (C5)    |       |          |
| Átmeneti esőgumi (I) |       |          |
| Teljes esőgumi (W)   |       |          |

## Szabadedzések

### Első szabadedzés
A kanadai nagydíj első szabadedzését június 16-án, péntek délután tartották, magyar idő szerint 13:30-tól. Néhány percet köröztek a pilóták a pályán, majd Pierre Gasly alatt megállt az autó és az eltakarítás után sem folytatták a szabadedzést. A szabadedzést később sem folytatták, miután a versenyirányítás kamerarendszerével adódott probléma, ami a biztonságos folytatáshoz szükséges.
| helyezés | versenyző        | csapat/motor          | elért idő  | különbség | futott kör |
| -------- | ---------------- | --------------------- | ---------- | --------- | ---------- |
| 1        | Valtteri Bottas  | Alfa Romeo-Ferrari    | 1:18,728   | −         | 3          |
| 2        | Lance Stroll     | Aston Martin-Mercedes | 1:19,175   | +0,447    | 3          |
| 3        | Fernando Alonso  | Aston Martin-Mercedes | 1:19,807   | +1,079    | 3          |
| 4        | Sergio Pérez     | Red Bull-Honda RBPT   | 1:20,154   | +1,426    | 3          |
| 5        | Max Verstappen   | Red Bull-Renault RBPT | 1:20,231   | +1,503    | 3          |
| 6        | Oscar Piastri    | McLaren-Mercedes      | 1:21,496   | +2,768    | 3          |
| 7        | Kevin Magnussen  | Haas-Ferrari          | 1:24,045   | +5,317    | 3          |
| 8        | Nico Hülkenberg  | Haas-Ferrari          | 1:24,336   | +5,608    | 3          |
| 9        | Csou Kuan-jü     | Alfa Romeo-Ferrari    | 1:24,961   | +6,233    | 3          |
| 10       | Carlos Sainz Jr. | Ferrari               | 1:25,991   | +7,263    | 3          |
| 11       | Charles Leclerc  | Ferrari               | 1:26,809   | +8,081    | 3          |
| 12       | Nyck de Vries    | AlphaTauri-Honda RBPT | 1:32,274   | +13,546   | 3          |
| 13       | Cunoda Júki      | AlphaTauri-Honda RBPT | idő nélkül |           | 2          |
| 14       | Lando Norris     | McLaren-Mercedes      | idő nélkül |           | 2          |
| 15       | Pierre Gasly     | Alpine-Renault        | idő nélkül |           | 1          |
| 16       | Alexander Albon  | Williams-Mercedes     | idő nélkül |           | 1          |
| 17       | Logan Sargeant   | Williams-Mercedes     | idő nélkül |           | 2          |
| 18       | Esteban Ocon     | Alpine-Renault        | idő nélkül |           | 0          |
| 19       | Lewis Hamilton   | Mercedes              | idő nélkül |           | 0          |
| 20       | George Russell   | Mercedes              | idő nélkül |           | 0          |

### Második szabadedzés
A kanadai nagydíj második szabadedzését június 16-án, péntek délután tartották volna, magyar idő szerint 23:00-tól. A CCTV kamerarendszer meghibásodása miatt a szabadedzést fél órával meghosszabbították, ezért 22:30-tól tartották.
| helyezés | versenyző        | csapat/motor          | elért idő | különbség | futott kör |
| -------- | ---------------- | --------------------- | --------- | --------- | ---------- |
| 1        | Lewis Hamilton   | Mercedes              | 1:13,718  | −         | 30         |
| 2        | George Russell   | Mercedes              | 1:13,745  | +0,027    | 31         |
| 3        | Carlos Sainz Jr. | Ferrari               | 1:13,844  | +0,126    | 39         |
| 4        | Fernando Alonso  | Aston Martin-Mercedes | 1:14,044  | +0,326    | 38         |
| 5        | Charles Leclerc  | Ferrari               | 1:14,094  | +0,376    | 38         |
| 6        | Max Verstappen   | Red Bull-Renault RBPT | 1:14,142  | +0,424    | 34         |
| 7        | Valtteri Bottas  | Alfa Romeo-Ferrari    | 1:14,220  | +0,502    | 40         |
| 8        | Sergio Pérez     | Red Bull-Honda RBPT   | 1:14,250  | +0,532    | 29         |
| 9        | Lance Stroll     | Aston Martin-Mercedes | 1:14,419  | +0,701    | 31         |
| 10       | Pierre Gasly     | Alpine-Renault        | 1:14,477  | +0,759    | 39         |
| 11       | Oscar Piastri    | McLaren-Mercedes      | 1:14,533  | +0,815    | 38         |
| 12       | Kevin Magnussen  | Haas-Ferrari          | 1:14,544  | +0,826    | 36         |
| 13       | Lando Norris     | McLaren-Mercedes      | 1:14,617  | +0,899    | 40         |
| 14       | Csou Kuan-jü     | Alfa Romeo-Ferrari    | 1:14,811  | +1,093    | 37         |
| 15       | Cunoda Júki      | AlphaTauri-Honda RBPT | 1:14,941  | +1,223    | 43         |
| 16       | Nyck de Vries    | AlphaTauri-Honda RBPT | 1:15,002  | +1,284    | 38         |
| 17       | Alexander Albon  | Williams-Mercedes     | 1:15,003  | +1,285    | 33         |
| 18       | Esteban Ocon     | Alpine-Renault        | 1:15,092  | +1,374    | 17         |
| 19       | Logan Sargeant   | Williams-Mercedes     | 1:15,426  | +1,708    | 38         |
| 20       | Nico Hülkenberg  | Haas-Ferrari          | 1:16,369  | +2,651    | 11         |

### Harmadik szabadedzés
A kanadai nagydíj harmadik szabadedzését június 17-én, szombat délután tartották, magyar idő szerint 18:30-tól.
| helyezés | versenyző        | csapat/motor          | elért idő | különbség | futott kör |
| -------- | ---------------- | --------------------- | --------- | --------- | ---------- |
| 1        | Max Verstappen   | Red Bull-Renault RBPT | 1:23,106  | −         | 22         |
| 2        | Charles Leclerc  | Ferrari               | 1:23,397  | +0,291    | 22         |
| 3        | Fernando Alonso  | Aston Martin-Mercedes | 1:24,483  | +1,377    | 18         |
| 4        | Kevin Magnussen  | Haas-Ferrari          | 1:24,715  | +1,609    | 23         |
| 5        | Carlos Sainz Jr. | Ferrari               | 1:24,765  | +1,659    | 14         |
| 6        | Pierre Gasly     | Alpine-Renault        | 1:24,825  | +1,719    | 19         |
| 7        | Lance Stroll     | Aston Martin-Mercedes | 1:24,944  | +1,838    | 22         |
| 8        | Cunoda Júki      | AlphaTauri-Honda RBPT | 1:24,955  | +1,849    | 24         |
| 9        | Valtteri Bottas  | Alfa Romeo-Ferrari    | 1:24,988  | +1,882    | 22         |
| 10       | Lewis Hamilton   | Mercedes              | 1:25,087  | +1,981    | 20         |
| 11       | Nico Hülkenberg  | Haas-Ferrari          | 1:25,140  | +2,034    | 20         |
| 12       | Oscar Piastri    | McLaren-Mercedes      | 1:25,191  | +2,085    | 25         |
| 13       | Lando Norris     | McLaren-Mercedes      | 1:25,198  | +2,092    | 21         |
| 14       | Alexander Albon  | Williams-Mercedes     | 1:25,379  | +2,273    | 21         |
| 15       | George Russell   | Mercedes              | 1:25,435  | +2,329    | 20         |
| 16       | Nyck de Vries    | AlphaTauri-Honda RBPT | 1:25,725  | +2,619    | 24         |
| 17       | Sergio Pérez     | Red Bull-Honda RBPT   | 1:25,857  | +2,751    | 20         |
| 18       | Csou Kuan-jü     | Alfa Romeo-Ferrari    | 1:26,750  | +3,644    | 23         |
| 19       | Esteban Ocon     | Alpine-Renault        | 1:26,840  | +3,734    | 10         |
| 20       | Logan Sargeant   | Williams-Mercedes     | 1:27,279  | +4,173    | 16         |

## Időmérő edzés
A kanadai nagydíj időmérő edzését június 17-én, szombat délután tartották, magyar idő szerint 22:00-től.
| helyezés              | rajtszám | versenyző        | csapat/motor          | 1. rész  | 2. rész  | 3. rész    | rajthely | futott kör |
| --------------------- | -------- | ---------------- | --------------------- | -------- | -------- | ---------- | -------- | ---------- |
| 1                     | 1        | Max Verstappen   | Red Bull-Honda RBPT   | 1:20,851 | 1:19,092 | 1:25,858   | 1        | 26         |
| 2                     | 27       | Nico Hülkenberg  | Haas-Ferrari          | 1:22,730 | 1:20,305 | 1:27,102   | 5[a]     | 25         |
| 3                     | 14       | Fernando Alonso  | Aston Martin-Mercedes | 1:21,481 | 1:19,776 | 1:27,286   | 2        | 25         |
| 4                     | 44       | Lewis Hamilton   | Mercedes              | 1:21,554 | 1:20,426 | 1:27,627   | 3        | 26         |
| 5                     | 63       | George Russell   | Mercedes              | 1:21,798 | 1:20,098 | 1:27,893   | 4        | 25         |
| 6                     | 31       | Esteban Ocon     | Alpine-Renault        | 1:22,114 | 1:20,406 | 1:27,945   | 6        | 25         |
| 7                     | 4        | Lando Norris     | McLaren-Mercedes      | 1:21,998 | 1:19,347 | 1:28,046   | 7        | 26         |
| 8                     | 55       | Carlos Sainz Jr. | Ferrari               | 1:22,248 | 1:19,856 | 1:29,294   | 11[b]    | 26         |
| 9                     | 81       | Oscar Piastri    | McLaren-Mercedes      | 1:22,190 | 1:19,659 | 1:31,349   | 8        | 24         |
| 10                    | 23       | Alexander Albon  | Williams-Mercedes     | 1:21,938 | 1:18,725 | idő nélkül | 9        | 24         |
| 11                    | 16       | Charles Leclerc  | Ferrari               | 1:21,843 | 1:20,615 |            | 10       | 22         |
| 12                    | 11       | Sergio Pérez     | Red Bull-Honda RBPT   | 1:22,151 | 1:20,959 |            | 12       | 23         |
| 13                    | 18       | Lance Stroll     | Aston Martin-Mercedes | 1:22,677 | 1:21,484 |            | 16[c]    | 20         |
| 14                    | 20       | Kevin Magnussen  | Haas-Ferrari          | 1:22,351 | 1:21,678 |            | 13       | 21         |
| 15                    | 77       | Valtteri Bottas  | Alfa Romeo-Ferrari    | 1:22,332 | 1:21,821 |            | 14       | 24         |
| 16                    | 22       | Cunoda Júki      | AlphaTauri-Honda RBPT | 1:22,746 |          |            | 19[d]    | 11         |
| 17                    | 10       | Pierre Gasly     | Alpine-Renault        | 1:22,886 |          |            | 15       | 11         |
| 18                    | 21       | Nyck de Vries    | AlphaTauri-Honda RBPT | 1:23,137 |          |            | 17       | 12         |
| 19                    | 2        | Logan Sargeant   | Williams-Mercedes     | 1:23,337 |          |            | 18       | 14         |
| 20                    | 24       | Csou Kuan-jü     | Alfa Romeo-Ferrari    | 1:23,342 |          |            | 20       | 11         |
| 107%-os idő: 1:26,510 |          |                  |                       |          |          |            |          |            |

Megjegyzések:
- ↑ a:  — Nico Hülkenberg eredetileg a 2. helyről kezdte volna a futamot, de 3 rajthelyes büntetést kapott, mivel a Q3-ban az előírt minimumidőnél gyorsabban teljesítette a piros zászlóval megszakított bevezető körét.[5]
- ↑ b:  — Carlos Sainz Jr. eredetileg a 8. helyről kezdte volna a futamot, de mivel feltartotta a Q1-ben a gyors körét teljesítő Pierre Gasly, ezért 3 rajthelyes büntetést kapott.[6]
- ↑ c:  — Lance Stroll a 13. legjobb időt érte el, de feltartotta a Q2-ben Esteban Ocont, ezért 3 rajthelyes büntetést kapott, amivel a 16. helyre esett vissza.[6]
- ↑ d:  — Cunoda Júki a Q1-ben a gyors körét teljesítő Nico Hülkenberget tartotta fel és ezért 3 rajthelyes büntetést kapott, így a 16. helyről a 19-re esett vissza.[7]

## Futam
A kanadai nagydíj futamát június 18-án, vasárnap délután tartották, magyar idő szerint 20:00-kor.
| helyezés | rajtszám | versenyző        | csapat/motor          | futott kör | idő/kiesés oka | rajthely | pont |
| -------- | -------- | ---------------- | --------------------- | ---------- | -------------- | -------- | ---- |
| 1        | 1        | Max Verstappen   | Red Bull-Honda RBPT   | 70         | 1:33:58,348    | 1        | 25   |
| 2        | 14       | Fernando Alonso  | Aston Martin-Mercedes | 70         | +9,570         | 2        | 18   |
| 3        | 44       | Lewis Hamilton   | Mercedes              | 70         | +14,168        | 3        | 15   |
| 4        | 16       | Charles Leclerc  | Ferrari               | 70         | +18,648        | 10       | 12   |
| 5        | 55       | Carlos Sainz Jr. | Ferrari               | 70         | +21,540        | 11       | 10   |
| 6        | 11       | Sergio Pérez     | Red Bull-Honda RBPT   | 70         | +51,028        | 12       | 9[a] |
| 7        | 23       | Alexander Albon  | Williams-Mercedes     | 70         | +1:01,813      | 9        | 6    |
| 8        | 31       | Esteban Ocon     | Alpine-Renault        | 70         | +1:01,692      | 6        | 4    |
| 9        | 18       | Lance Stroll     | Aston Martin-Mercedes | 70         | +1:04,402      | 16       | 2    |
| 10       | 77       | Valtteri Bottas  | Alfa Romeo-Ferrari    | 70         | +1:04,432      | 14       | 1    |
| 11       | 81       | Oscar Piastri    | McLaren-Mercedes      | 70         | +1:05,101      | 8        |      |
| 12       | 10       | Pierre Gasly     | Alpine-Renault        | 70         | +1:05,249      | 15       |      |
| 13       | 4        | Lando Norris     | McLaren-Mercedes      | 70         | +1:08,363[b]   | 7        |      |
| 14       | 22       | Cunoda Júki      | AlphaTauri-Honda RBPT | 70         | +1:13.423      | 19       |      |
| 15       | 27       | Nico Hülkenberg  | Haas-Ferrari          | 69         | +1 kör         | 5        |      |
| 16       | 24       | Csou Kuan-jü     | Alfa Romeo-Ferrari    | 69         | +1 kör         | 20       |      |
| 17       | 20       | Kevin Magnussen  | Haas-Ferrari          | 69         | +1 kör         | 13       |      |
| 18       | 21       | Nyck de Vries    | AlphaTauri-Honda RBPT | 69         | +1 kör         | 17       |      |
| Ki       | 63       | George Russell   | Mercedes              | 53         | fékek          | 4        |      |
| Ki       | 2        | Logan Sargeant   | Williams-Mercedes     | 6          | erőforrás      | 18       |      |

Megjegyzések:
- ↑ a:  Sergio Pérez a helyezéséért járó pontok mellett a versenyben futott leggyorsabb körért további 1 pontot szerzett.
- ↑ b:  Lando Norris a 9. helyen végzett, de 5 másodperces időbüntetést kapott sportszerűtlen viselkedés miatt.

## A világbajnokság állása a verseny után
| H   | Versenyzők       | Pont | H   | Konstruktőrök         | Pont |
| --- | ---------------- | ---- | --- | --------------------- | ---- |
| 1.  | Max Verstappen   | 195  | 1.  | Red Bull-Honda RBPT   | 321  |
| 2.  | Sergio Pérez     | 126  | 2.  | Mercedes              | 167  |
| 3.  | Fernando Alonso  | 117  | 3.  | Aston Martin-Mercedes | 154  |
| 4.  | Lewis Hamilton   | 102  | 4.  | Ferrari               | 122  |
| 5.  | Carlos Sainz Jr. | 68   | 5.  | Alpine-Renault        | 44   |
| 6.  | George Russell   | 65   | 6.  | McLaren-Mercedes      | 17   |
| 7.  | Charles Leclerc  | 54   | 7.  | Alfa Romeo-Ferrari    | 9    |
| 8.  | Lance Stroll     | 37   | 8.  | Haas-Ferrari          | 8    |
| 9.  | Esteban Ocon     | 29   | 9.  | Williams-Mercedes     | 7    |
| 10. | Pierre Gasly     | 15   | 10. | AlphaTauri-Honda RBPT | 2    |

(A teljes táblázat)

## Statisztikák
- Vezető helyen:
  - Max Verstappen: 70 kör (1–70.)
- Max Verstappen 41. futamgyőzelme és a 25. pole-pozíciója.
- Sergio Pérez 11. versenyben futott leggyorsabb köre.
- A Red Bull Racing 100. futamgyőzelme.
- Max Verstappen 85., Fernando Alonso 104., Lewis Hamilton 194. dobogós helyezése.
- Cunoda Júki az 50. versenyén állt rajthoz.
- Az Alfa Romeo 200. Formula–1-es nagydíja.[8]